# Palacio Real de Bucarest

El ala occidental del Palacio Real

El Palacio Real (en rumano: Palatul Regal), conocido durante la etapa comunista (1948-1990) como Palacio de la República (Palatul Republicii), es un palacio monumental de Bucarest, capital de Rumanía, situado en plena Calea Victoriei. El edificio, en sus diversas fases, sirvió de residencia oficial a los reyes de Rumanía hasta 1947, cuando se instauró el régimen comunista tras la abdicación forzada de Miguel I de Rumanía, y es considerado un símbolo de resistencia y del orgullo nacional, que representa la determinación del país por conservar su herencia. Desde los años 1950, acoge las colecciones de arte nacional de Rumanía, siendo a partir de 2001 sede del Museo Nacional de Arte (Muzeul Național de Artă al României).
El palacio es la residencia real más grande y arquitectónicamente significativa de Rumanía (teniendo en cuenta que el Palacio del Parlamento Rumano, considerado el edificio más pesado del mundo, es una nueva construcción y nunca sirvió como residencia real). Además, contiene espacios emblemáticos como el Salón del Trono, el Comedor Real y la monumental Escalera de los Vaivodas, y está ligado a algunos de los acontecimientos clave de la historia de Rumanía. En frente se encuentra la Plaza de la Revolución, originalmente conocida como Plaza del Palacio (Piața Palatului) y rebautizada tras la revolución rumana de 1989. Una estatua ecuestre del primer rey de Rumanía, Carlos I, se encuentra en el centro de la plaza.
El palacio sigue teniendo un valor sentimental para la familia real rumana, una dinastía que siempre fue querida por el pueblo (si bien no ejercen en la actualidad de monarcas, siendo Rumanía una república). Aunque actualmente los miembros de la familia utilizan el palacio Elisabeta como su residencia oficial, el Gobierno rumano les permite utilizar el Palacio Real en distintas ocasiones.

## Historia

### El Antiguo Palacio
El palacio está ubicado en el lugar donde anteriormente se encontraba el palacete Golescu (conocido posteriormente como el Antiguo Palacio Real), una mansión neoclásica construida entre 1812 y 1815. Esta recibía el nombre de su dueño, Dinicu Golescu, un boyardo (aristócrata) de Valaquia y viajero aficionado, reconocido por sus escritos sobre sus viajes y sus artículos de prensa. El edificio disponía de 25 habitaciones, siendo una de las mansiones más grandes de la capital rumana de la época. En 1833 fue vendido a la familia Kreţulescu, relacionada con la dinastía valaca gobernante (cuyo nombre lleva la contigua iglesia Kreţulescu).
En 1837, se convirtió en la residencia oficial del príncipe valaco (hospodar) Alejandro II Ghica. Le sigió Gheorghe Bibescu, quien abandonó el lugar tras la Revolución de Valaquia de 1848, dejándolo en manos de una guarnición. Durante la existencia de los Principados Unidos de Valaquia y Moldavia (entre 1859 a 1866, predecesor del Reino de Rumanía), el domnitor (príncipe y jefe de Estado) Alejandro Juan Cuza hizo del palacete Golescu su residencia oficial (manteniendo su nombre). 

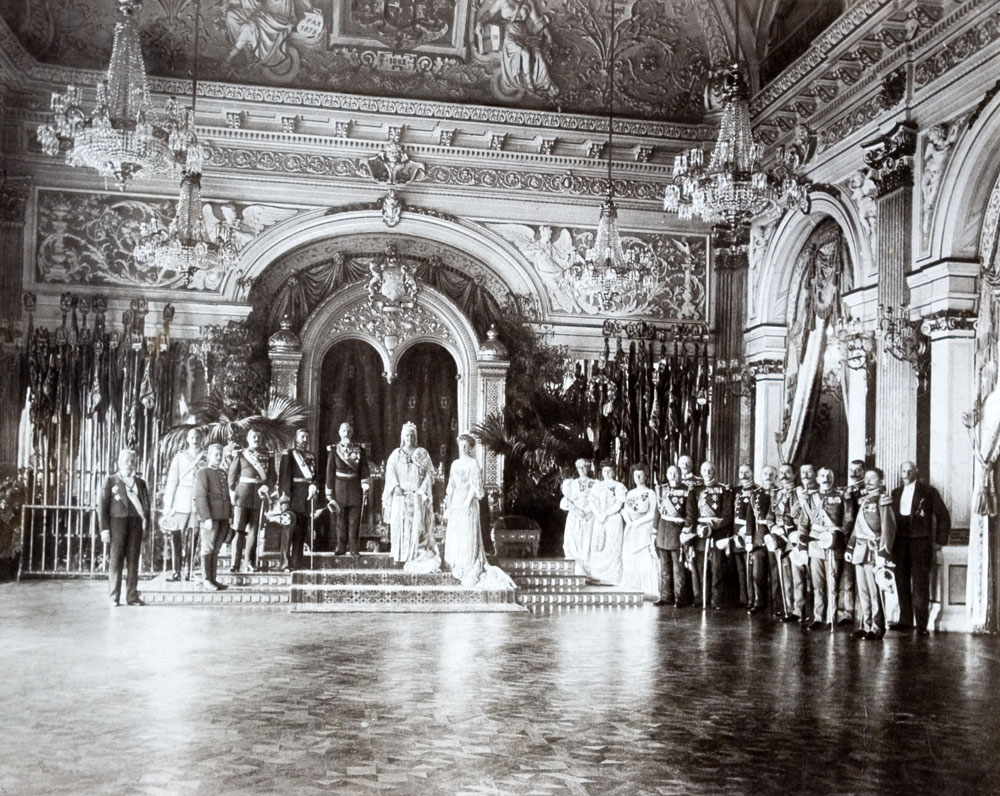
La Familia Real rumana en la Sala del Trono, 1881.

En febrero de 1866, Cuza fue destituido por la Coalición Monstruosa (una alianza entre nacionales liberales y conservadores rumanos), acordando el nombramiento del príncipe wurtembergués Carlos de Hohenzollern-Sigmaringen (futuro Carlos I) a domnitor del país, por entonces ya conocido como Rumanía. El 10 de mayo de 1866, el príncipe alemán llegó por primera vez a Bucarest, donde fue invitado a residir en la mansión Golescu, convirtiéndola de facto en residencia de Estado. En 1881, Rumanía se convirtió oficialmente en reino tras su independencia del Imperio otomano en la guerra ruso-turca de 1877-1878, y Carlos I fue proclamado primer rey de Rumanía y jefe de la futura Casa de Rumanía; es en ese momento que el edificio pasa a llamarse Palacio Real. Bajo el reinado de Carlos se realizaron varias modificaciones al palacio, encargando su modernización al estilo neoclásico a los arquitectos Paul Gottereau y Karel Liman (Liman también fue el arquitecto jefe del Castillo Peleș, también encargado por Carlos I). Ya que no era lo suficientemente grande ni disponía de espacios apropiados para las funciones de Estado, fue ampliado dotándole de una nueva ala, que incluía las principales dependencias para la gestión administrativa y celebración de actos de Estado, como el Salón del Trono, concluyendo los trabajos en 1906. En su testamento, Carlos I estipula que su colección de arte, que decoraba las salas y estancias del palacio, debía seguir en manos a la familia real.

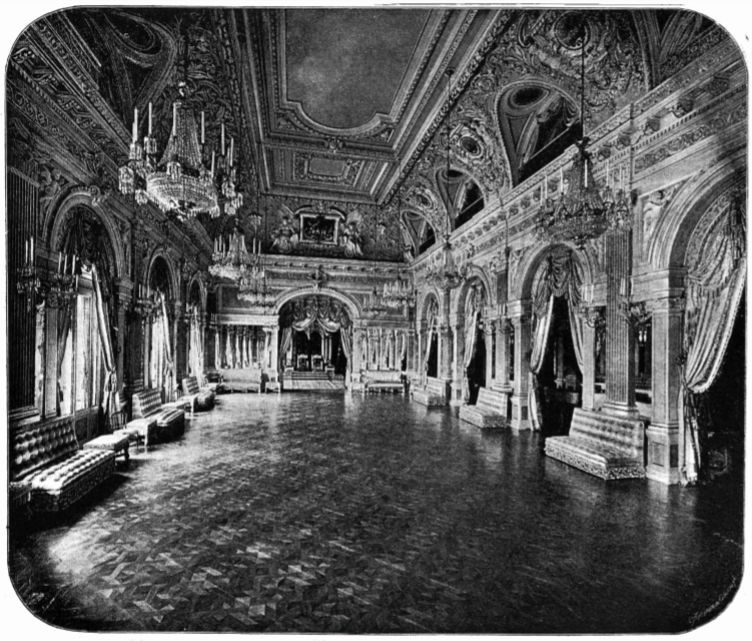
La Sala del Trono del Palacio Real de Bucarest, 1902.

En 1926, hacia finales del reinado de Fernando I, sobrino de Carlos, un incendio asoló el Antiguo Palacio Real —que quedó reducido a cenizas más de un siglo tras su construcción—, propiciando el uso del palacio de Cotroceni como residencia de la familia real rumana. Dicho palacio había sido construido por Carlos I como residencia oficial de los entonces príncipes herederos Fernando y María de Edimburgo. En esta época, dado que era necesaria una renovación total del Palacio Real, los restos del antiguo edificio fueron completamente demolidos. Como en el caso de otras estructuras monumentales europeas, fue un incendio el que propició la construcción de un edificio más moderno y adecuado para sus propósitos.

### El Nuevo Palacio
En 1930, Carlos II encargó a los arquitectos Nicolae Nenciulescu y Arthur Lorentz la reconstrucción del palacio, aunque pronto se constató la necesidad de erigir un nuevo edificio. El actual Palacio Real (al principio conocido como Nuevo Palacio Real) fue construido entre 1936 y 1937 sobre la base del edificio quemado, bajo la supervisión directa de la reina madre, María. Si bien en un principio se contempló una restauración completa del edificio anterior y no la construcción de uno nuevo, esta idea fue descartada por inviable. El artífice del nuevo edificio, que conservaba la mezcla arquitectónica del palacio anterior, fue Nicolae Nenciulescu, futuro decano de la Universidad de Arquitectita y Urbanismo de Bucarest.
El edificio, inaugurado en 1937, era todo un ejemplo de majestuosidad, pero estaba poco adecuado para servir de vivienda, pues sus salas y vastos espacios habían sido diseñados para alojar actos oficiales y no como dependencias familiares. Con este motivo, se construyó otro edificio detrás del palacio, conocido como la Casa Nouă (‘la Casa Nueva’), donde residía la familia real hasta 1944; estaba ubicado en el lugar donde en la actualidad se encuentra la Sala Palatului (una famosa sala de conciertos). Entre el palacio y la Casa Nouă había un callejón, sin ninguna estructura que conectaba ambos edificios. En esta casa tuvo lugar el arresto del mariscal Ion Antonescu en la tarde del 23 de agosto de 1944, durante el golpe de Estado dirigido por el último rey rumano, Miguel I, que derrocó al régimen pronazi de Antonescu y provocó el cambio de bando de Rumanía a favor de los Aliados.

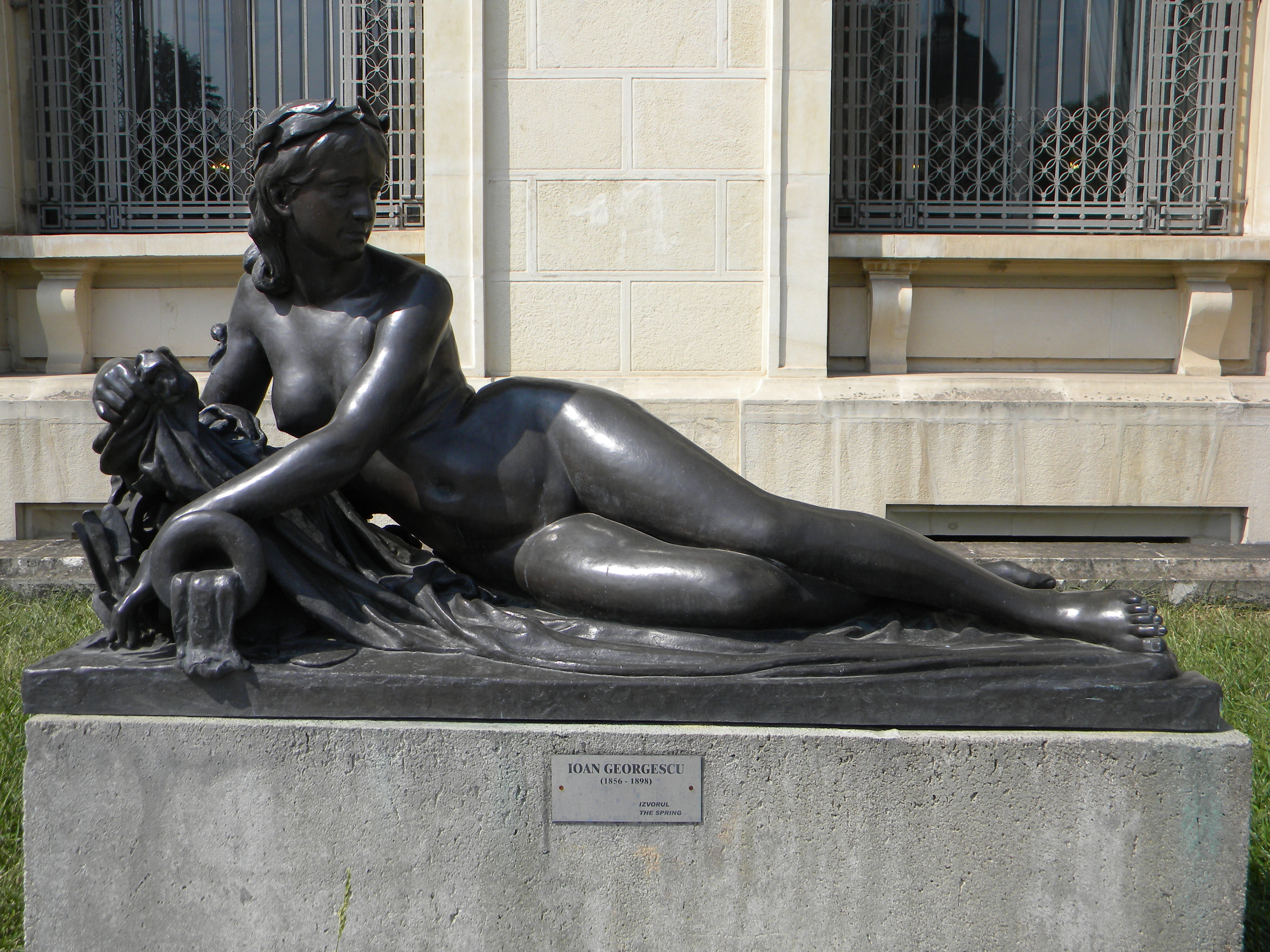
Estatua de Ioan Georgescu, en el patio del palacio.

Decoración floral, velatorio de Ana de Borbón-Parma

Unos días después, el 31 de agosto, la Luftwaffe bombardeó la capital rumana como represalia por el derrocamiento de Antonescu, causando destrozos por toda la ciudad, incluyendo la completa destrucción de la Casa Nouă y daños importantes al Palacio Real. Ya que el palacio de Cotroceni se encontraba en ese momento inservible (desde su casi total destrucción cuatro años antes en el gran terremoto de Bucarest), la única opción viable para una residencia de la familia real era el palacio de Elisabeta, en el parque Herăstrău, en ese momento propiedad gubernamental. El rey Miguel apeló a su tía, la princesa Isabel de Rumanía, reina consorte emérita de Grecia, para que intercediera ante las Cortes pidiendo su aprobación al uso del palacio por la familia, y estas accedieron. A su vez, hacia finales de año, gran parte del exterior del Palacio Real fue reconstruido al estilo clasicista, si bien su interior seguía en mal estado.
En julio de 1945, algunos de los daños al Salón del Trono fueron reparados con prisa para acoger la ceremonia de condecoración del rey Miguel con la Orden de la Victoria (la más alta y escasa condecoración militar soviética) por liderar el golpe de 1944 (la medalla fue entregada en nombre de Stalin por el mariscal Fiódor Tolbujin). Menos de un año después, el salón sirvió también para el nombramiento del rey a Comandante en Jefe de la estadounidense Legión del Mérito en nombre del presidente Harry S. Truman. Si bien las reparaciones del interior del palacio resultaron superficiales y de mala calidad, lo cierto es que no serviría a la familia real por mucho tiempo pues poco después, en 1947, el rey fue obligado a abdicar y partir hacia el exilio, dejando atrás la mayoría de su patrimonio, incluida la gran colección de obras de arte que adornaban el palacio. En los años siguientes, estas obras fueron juntadas en una de las salas del palacio, recibiendo por primera vez una designación museística, con el nombre de Museo de Carlos I (Muzeul Carol I). 
Durante el régimen comunista (1947-1989, primero la República Popular y luego la República Socialista), el Palacio Real, en ese momento llamado Palacio de la República, se utilizó, entre otros, para albergar las colecciones de arte nacional de Rumanía. La Sala del Trono fue renombrada Sala del Consejo de Estado (Sala Consiliului de Stat), convirtiéndose en sede del Consejo de Ministros, si bien por su aspecto majestuoso fue utilizada principalmente para diversos actos de Estado de los dirigentes del país, sobre todo Nicolae Ceaușescu. Durante esa época, se eliminaron todos los símbolos que recordaban a la monarquía, como el sillón del trono, el gran escudo real estampado en las paredes, y otros. Las obras de arte de la monarquía, junto a otras traídas de distintas partes del país, pasarían a formar la Galería Nacional Rumana (completada pocos años después por la Galería de Arte Europeo y el Departamento de Arte Medieval Rumano). Detrás del Palacio Real, se construyó entre 1959 y 1960 una sala polivalente en el lugar donde antes se encontraba la Casa Nouă, siendo la actual Sala Palatului. En 1965, la Sala del Consejo de Estado se utilizó para el velatorio del difunto primer y penúltimo líder comunista del país, Gheorghe Gheorghiu-Dej, abierto al público para que los rumanos pudieran presentar sus últimos respetos (tanto voluntariamente como bajo presión).

### Tras el fin del comunismo hasta la actualidad
Después de la Revolución rumana de 1989, que llevó a la caída de Ceaușescu y acabó con más de cuatro décadas de régimen comunista, el Palacio Real seguía cumpliendo sus funciones museísticas bajo el Gobierno republicano. Durante los violentos enfrentamientos callejeros en diciembre de ese año, el edificio fue parcialmente incendiado, poniendo en grave peligro las obras de arte que se encontraban en su interior. En 1990, el museo pasó a ocupar por primera vez la totalidad del edificio, aunque permaneció cerrado durante una década debido a las obras de restauración, que sufrían reveses (sobre todo económicos).
En abril de 1992, tres años tras la revolución rumana, el rey emérito Miguel y su esposa Ana de Borbón-Parma pudieron visitar el país por primera vez. Su visita de dos días fue todo un acontecimiento histórico, e incluía una visita al Palacio Real. Su siguiente presencia en suelo rumano no se produciría hasta 1997, después de que el Gobierno de Victor Ciorbea aboliera el decreto comunista que prohibía la ciudadanía rumana a la familia real. Aquello permitió a miembros de la familia regresar y recuperar parte de su patrimonio, pero no el Palacio Real ni los objetos en su interior.

Vista de la fachada principal del Palacio Real desde la Plaza de la Revolución.

En la siguiente década, las salas dañadas del palacio pasarían por una reforma general. Concluidas las obras en 2013, el Palacio Real se encuentra actualmente abierto al público. En agosto de 2016, el féretro de la recién fallecida Ana de Borbón (conocida popularmente como la princesa Ana) fue depositado en el Salón del Trono durante dos días, antes de su entierro en Curtea de Argeș, con miles de rumanos visitando el palacio para rendirle homenaje. Un año después, con el fallecimiento en Suiza de su esposo Miguel, último rey de Rumanía, la ceremonia de su funeral tuvo lugar delante de la fachada del Palacio Real.
En la primavera de 2001, tras la inauguración de la Galería de Arte Rumano Moderno, el museo —y el edificio en general— fue rebautizado como Museo Nacional de Arte de Rumanía.

## Arquitectura y diseño

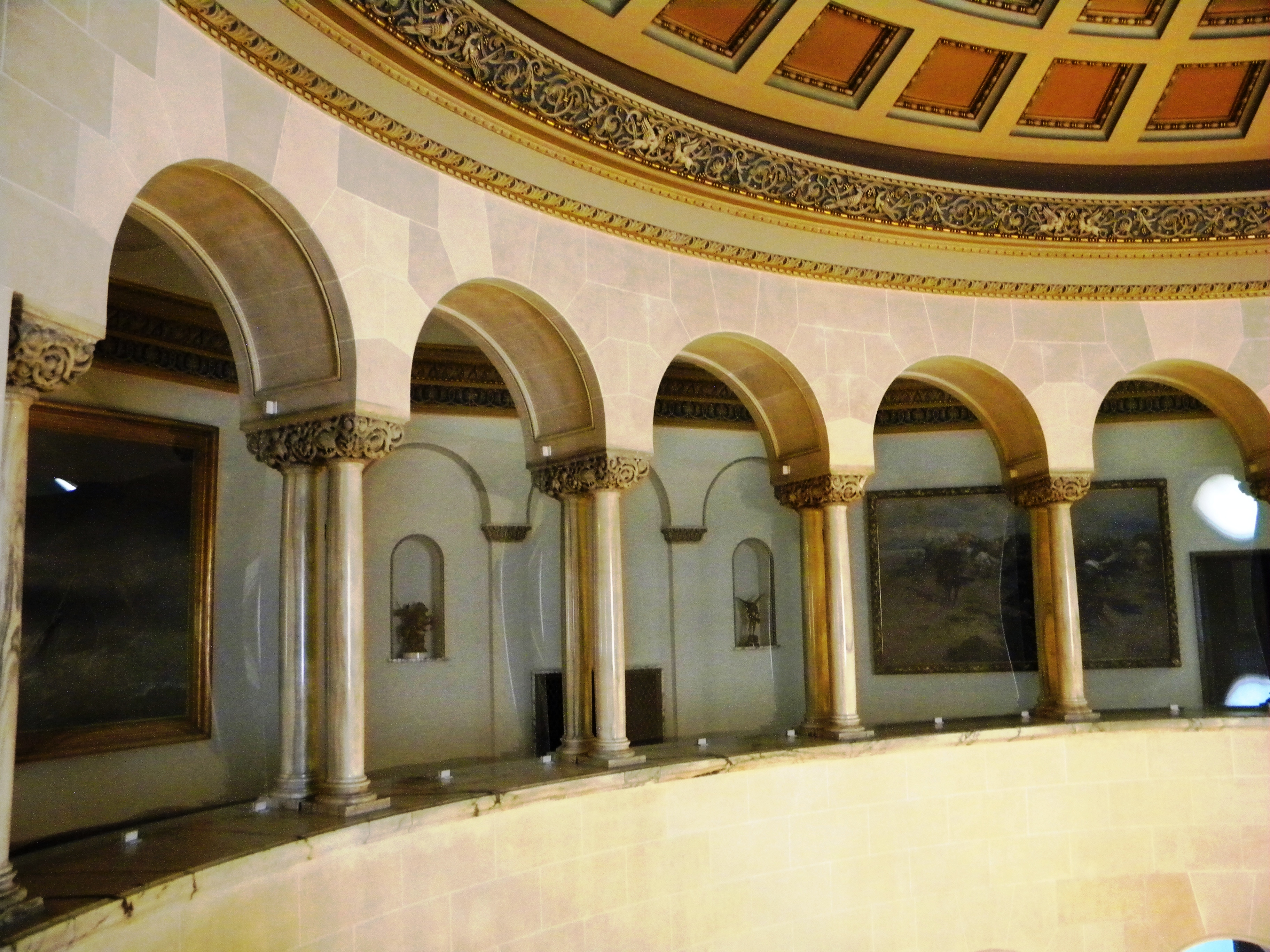
Típica arcada interna en el Palacio Real. Sala de la Galería Arte Europeo.

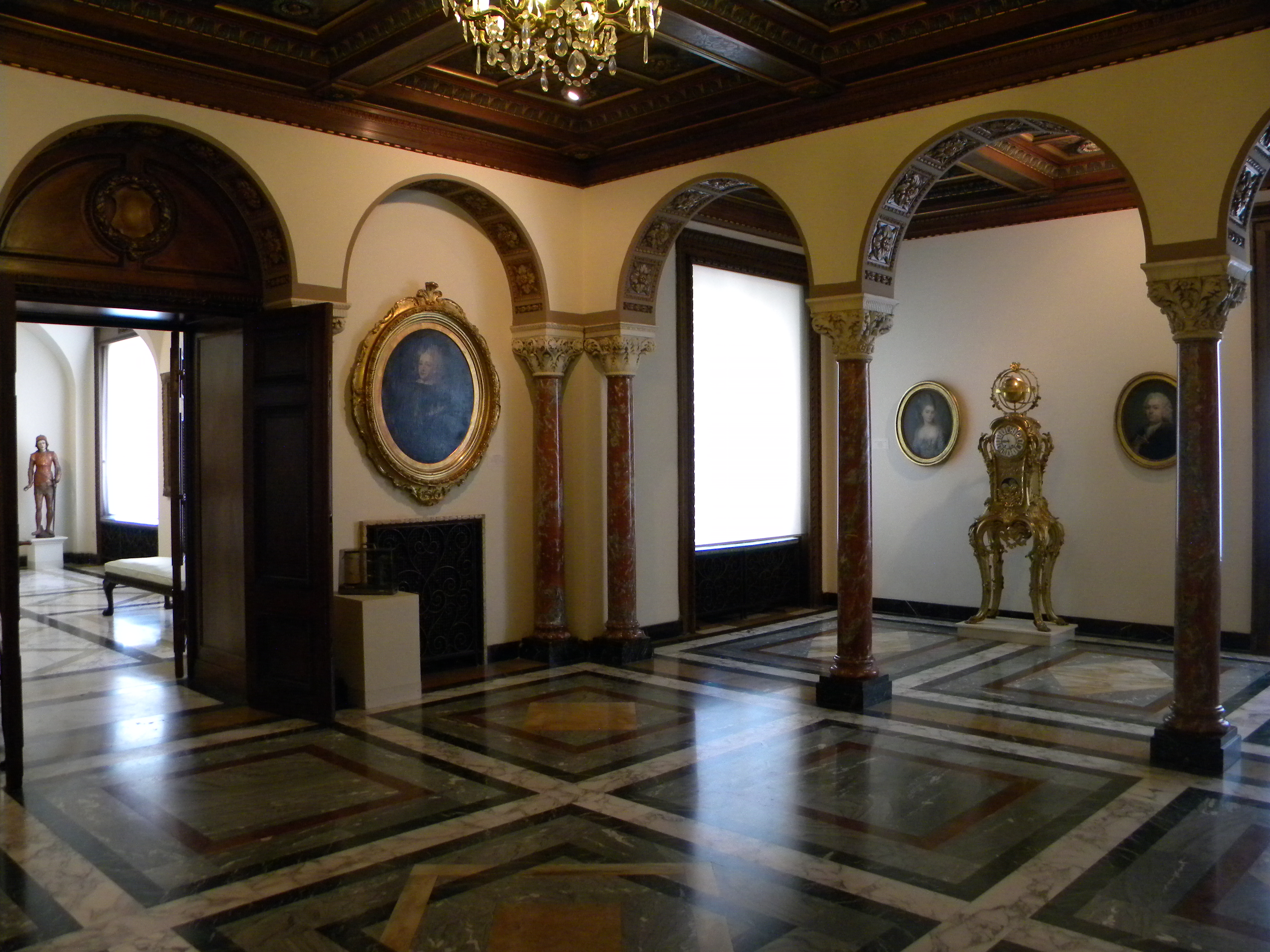
Espacios arqueados. Sala de la Galería de Arte Europeo.

A lo largo de su existencia, el Palacio Real de Bucarest ha pasado por sucesivas obras de ampliación y rehabilitación, que resultaron en una mezcla de distintos estilos arquitectónicos, desde el barroco, a través del renacentista y hasta el neoclásico. Durante la construcción del nuevo palacio, se conservaron muchos de estos elementos y gran parte del diseño interior se basó en los espacios del palacio original (con el añadido de elementos que le brindarían un aspecto aun más suntuoso). Hoy en día, el edificio se considera una de las estructuras neoclásicas más notables de Rumanía.
Con su majestuosa fachada, el palacio fue diseñado para conferir la sensación de elegancia y al mismo tiempo narrar la historia del extenso patrimonio cultural rumano. Su imponente estructura está marcada por grandes pilares, balcones ornamentados y elementos decorativos como relieves y demás patrones intrincados, y presenta —tanto en su interior como en su exterior— esculturas realizadas por distintos artistas. Uno de los elementos más vistosos del palacio son las numerosas columnas de mármol, realizadas en varias formas y diseños, tanto de sus fustes como de sus capiteles. La entrada principal está custodiada por puertas de hierro, que le confieren el sentido de una antigua residencia real. En su interior se ha prestado mucha atención al detalle de la decoración; el Salón del Baile, con sus arañas de cristal, paredes de espejos y adornos dorados, y el Salón del Trono, con sus muchos elementos dorados, cortinas de terciopelo rojo y patrones de estuco, han sido lugar de celebración de eventos históricos y ceremonias reales y estatales.
Para conseguir los efectos visuales deseados a partir de los planos del palacio, se hizo uso de piedra natural y, sobre todo, de mármol, considerado símbolo de la aristocracia y siendo típico de los salones de techo alto de los grandes edificios. Algunos tipos de mármol usados en el palacio cumplían las mismas funciones que en otros palacios europeos, como el palacio de Schönbrunn o el castillo de Buda, principalmente el mármol de Carrara, el mármol negro, el mármol crema (importado de Francia), el mármol chocolate (de Bélgica) y el mármol de Ruschita (escogido para las columnas del Salón del Trono).
El uso de una mezcla de tipos de mármol, que se da en múltiples edificios palaciegos de arquitectura neoclásica, apareció en el siglo XVIII como reacción al barroco. El diseño interior del Palacio Real está influenciado directamente por el cambio de paradigma desarrollado por los hermanos británicos Robert y James Adam, que publicaron en 1777 un compendio de propuestas de diseño dedicado a las mansiones que se construían durante el boom inmobiliario de la época, basadas en un neoclasicismo que contradecía la simplicidad de las formas de la Antigüedad griega y romana, pero sin abandonar del todo el barroco. Este modelo, modernamente adaptado a las gargantas para una iluminación indirecta, fue empleado en el Salón del Trono. Más allá del resultado visual, se creó un espacio natural de amplificación de sonido (tanto en el Salón del Trono como en el Auditorio), donde podrían celebrarse eventos y charlas que aprovechan la acústica del lugar.
Aunque en sus orígenes, el palacio se construyó destacando elementos con significado nacional, durante el régimen comunista se resaltaron motivos socialistas, limitando lo «rumano» y retirando alusiones a la monarquía rumana en favor de la llamada «arquitectura de las clases oprimidas». En este aspecto, más allá de elementos de la arquitectura campestre, se empleaban motivos de la arquitectura medieval, incluidas inscripciones en eslavo eclesiástico usado por la Iglesia ortodoxa de las provincias rumanas. Se trata del mismo tipo de adaptaciones arquitectónicas realizadas en otros edificios de Bucarest, como la Casa Scânteii, erigida en los años 1950 (y que durante más de medio siglo fue el edificio más grande de la capital rumana). Solo en los años 1960, cuando la arquitectura modernista empezaba a volver a adoptar elementos romanos clásicos (el llamado «espíritu latino», tanto en lo lingüístico como en lo arquitectónico), es cuando las salas del palacio se redecoran con los arcos romanos que las caracterizan en la actualidad. La cúpula, a su vez, resultaría ser un elemento desterrado de los conceptos tanto realista como socialista por sus connotaciones religiosas.

## Galería de imágenes

### Sala del Trono
Uno de los elementos arquitectónicos más notables de la Sala del Trono son las numerosas columnas —individuales, geminadas y hasta pilastras— en sus variadas formas, colores y tipos de mármol, tanto de sus fustes como de sus basas y capiteles, que presentan una mezcla de distintos órdenes y estilos artísticos.

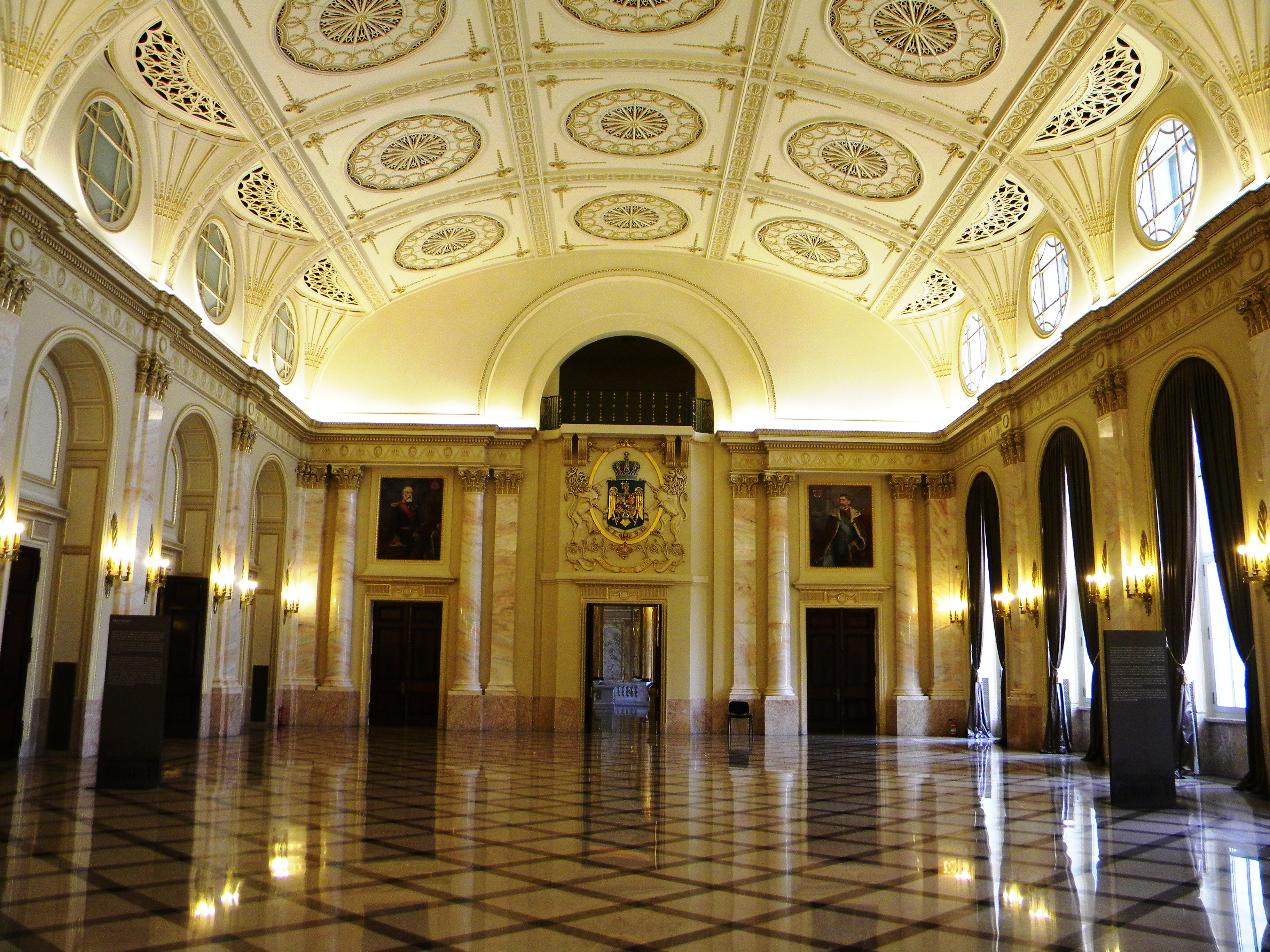
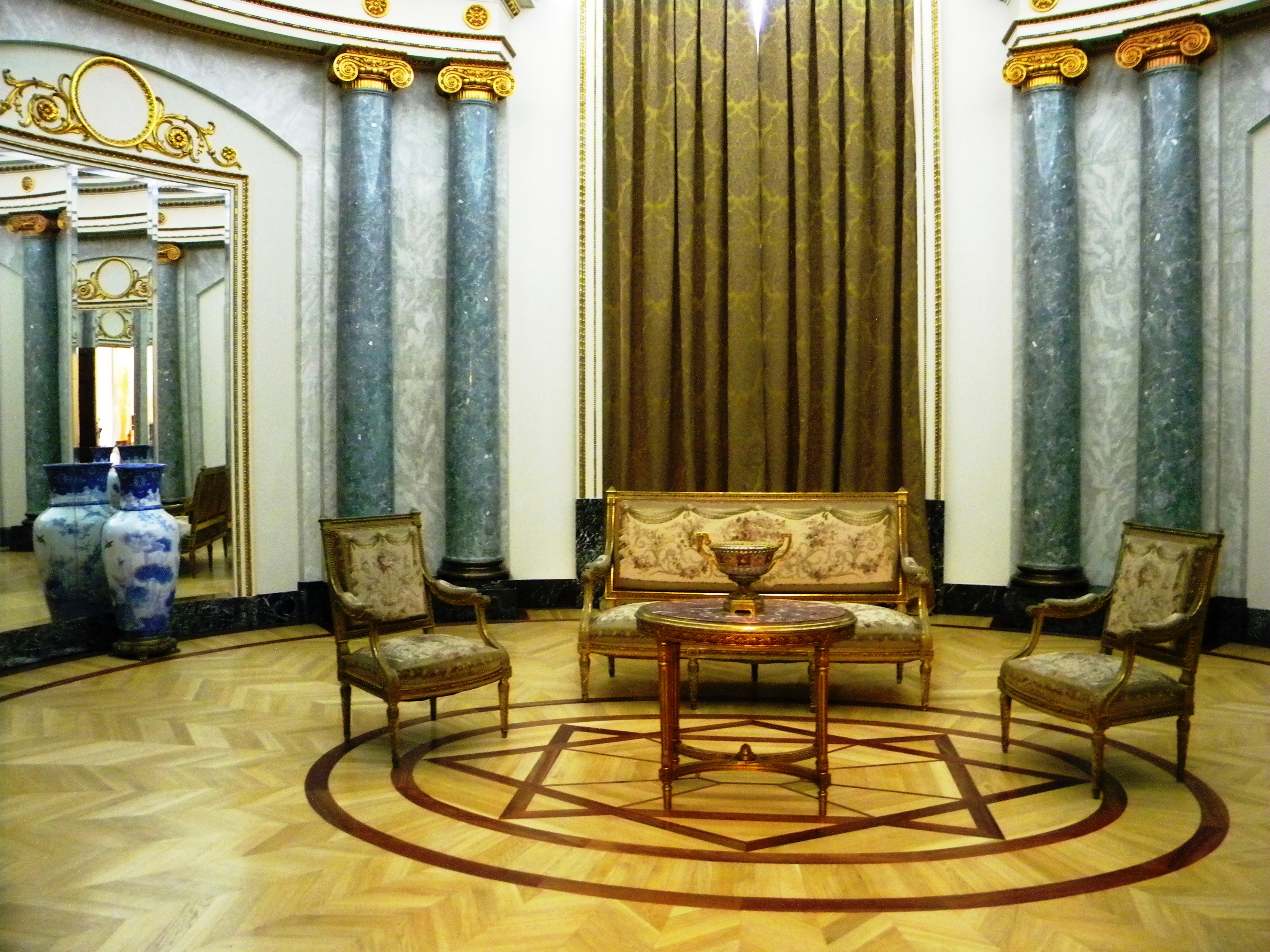
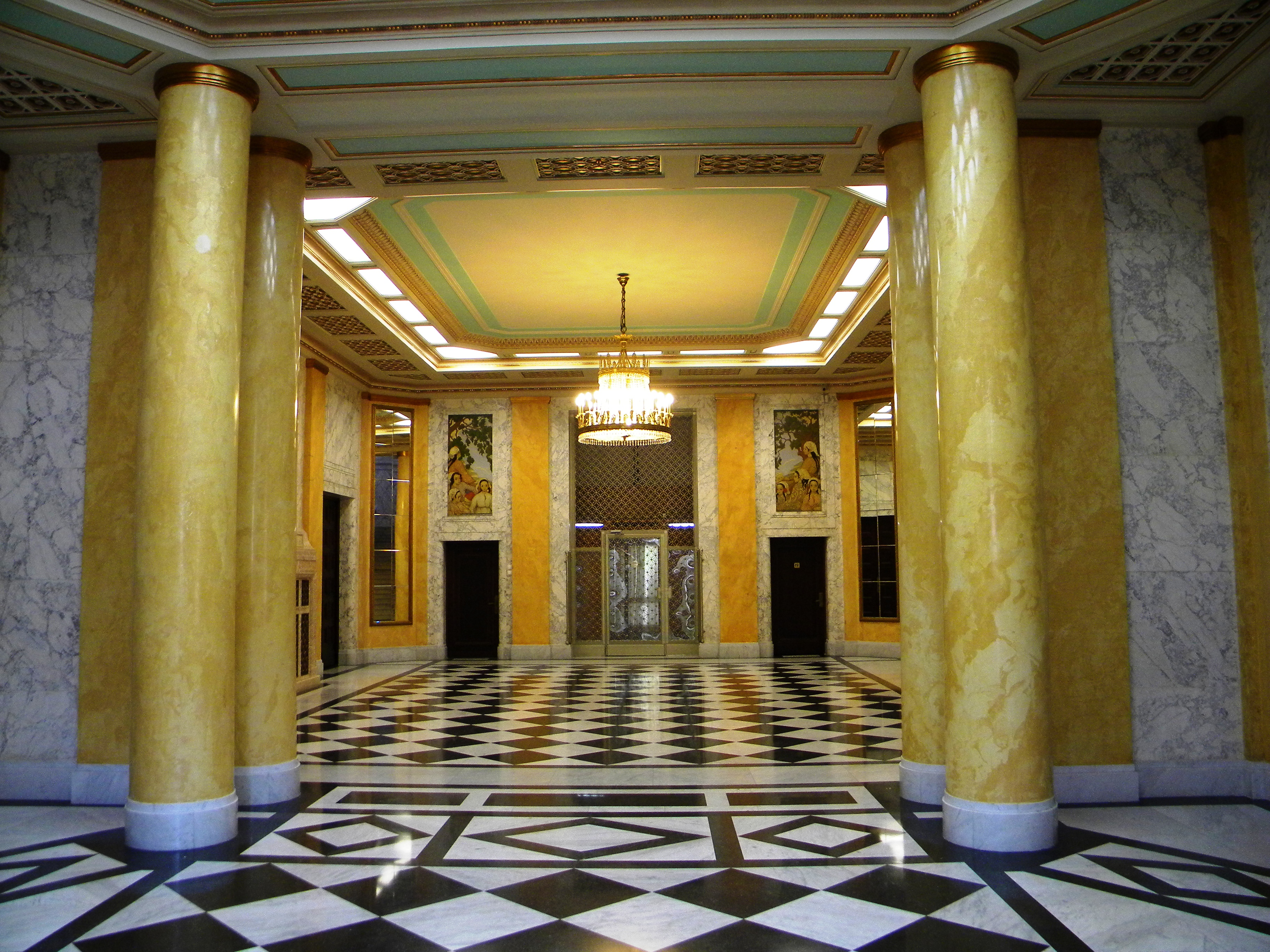
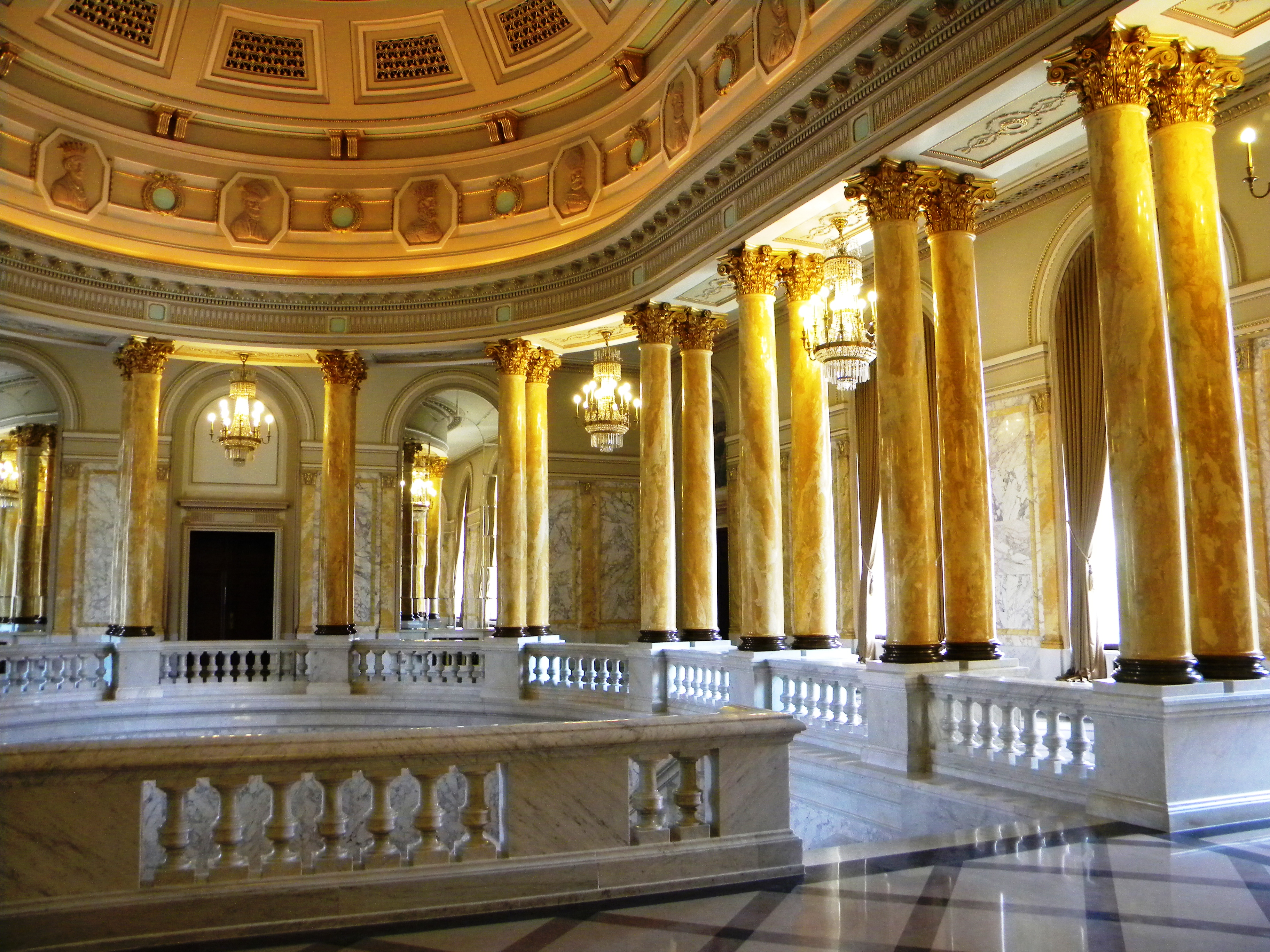
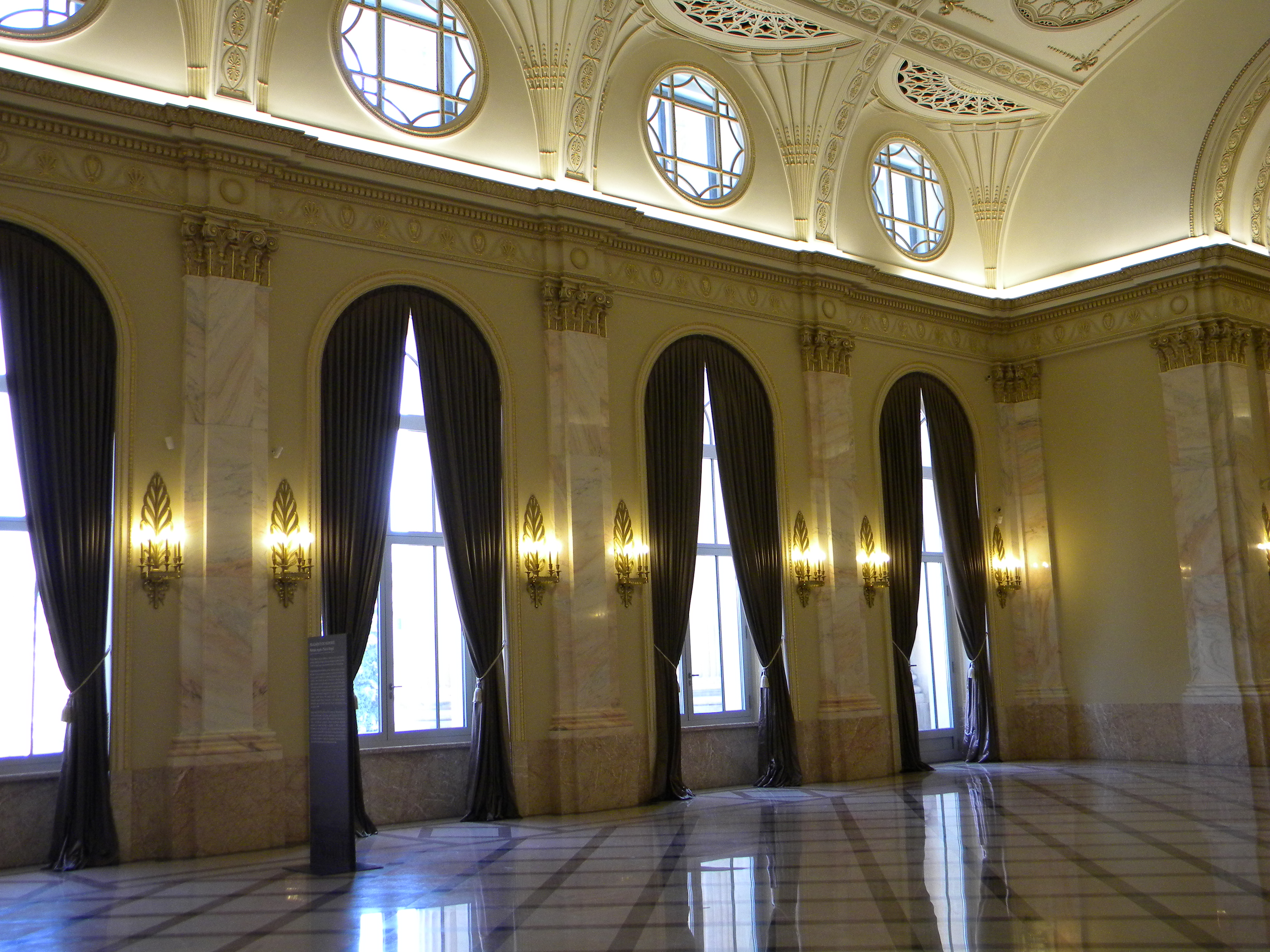
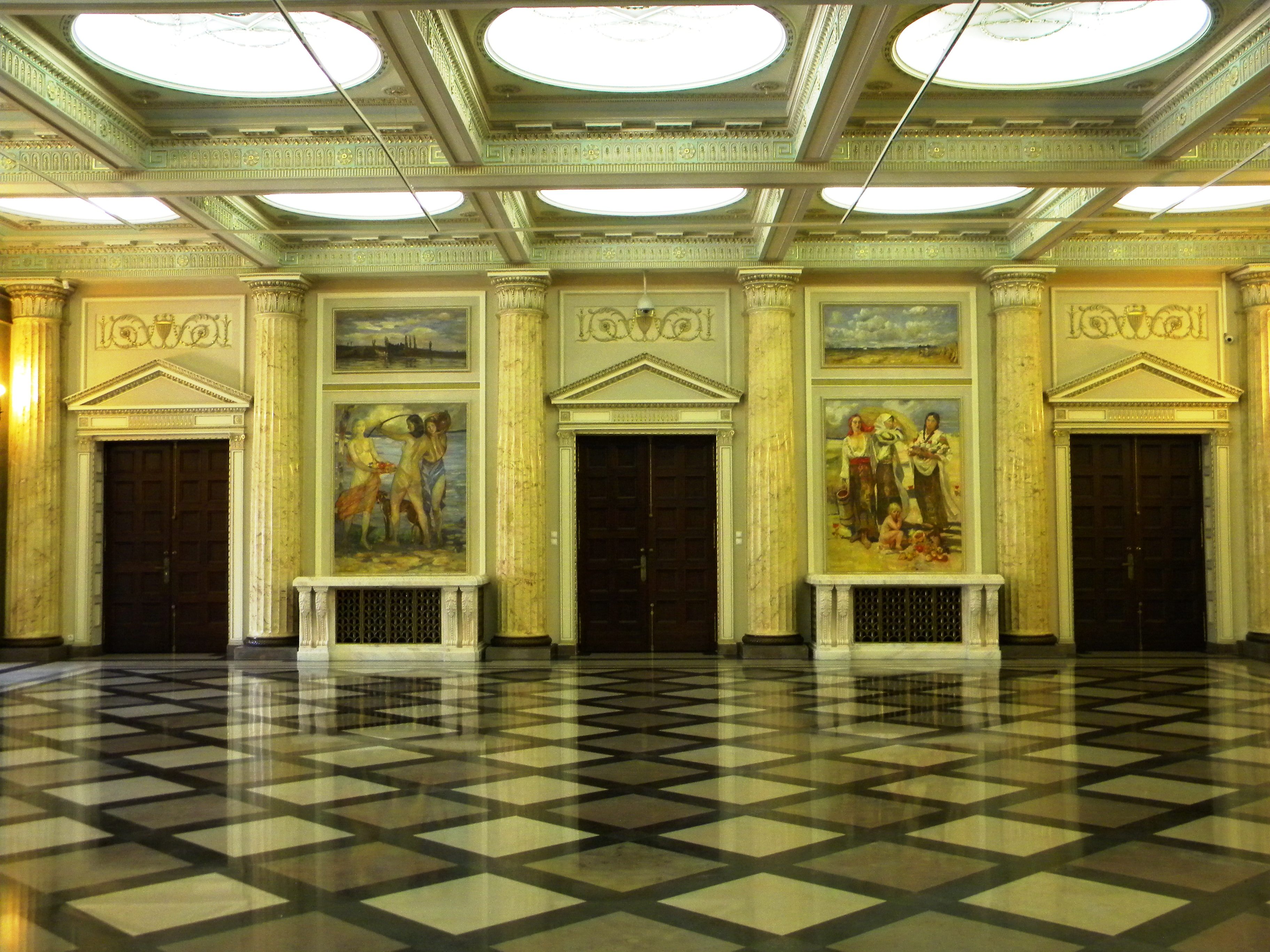
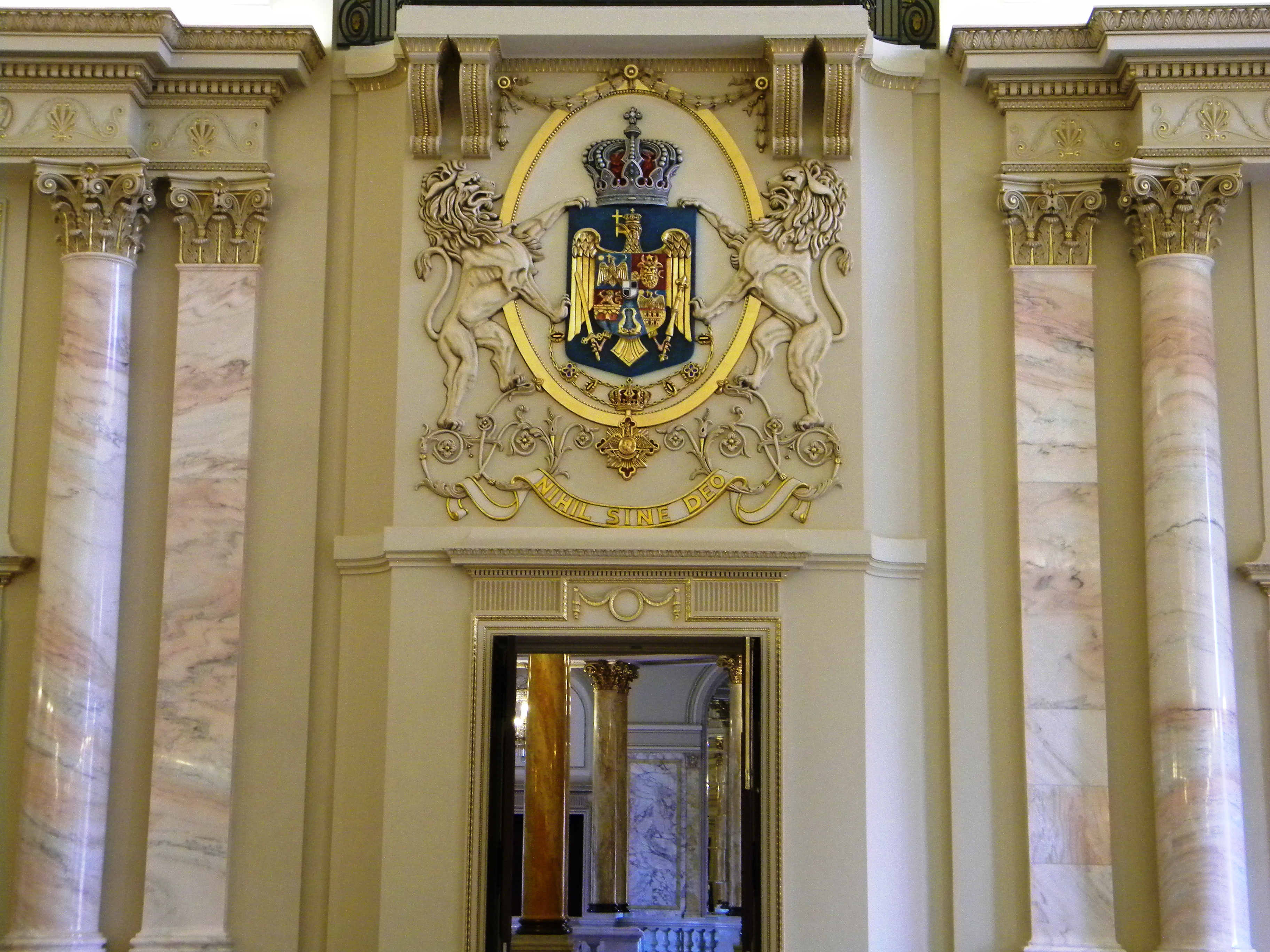

### Techos y escalinatas

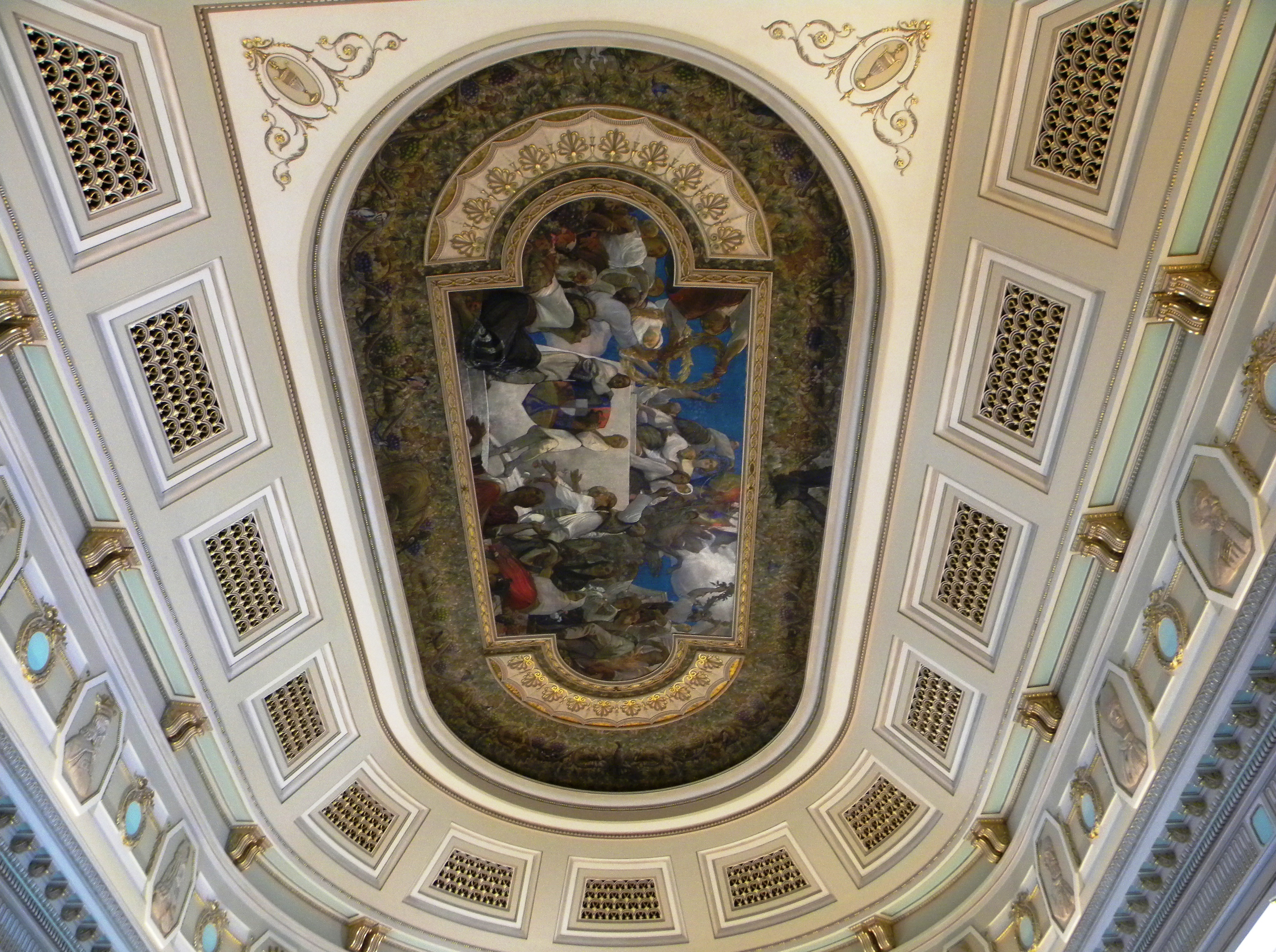
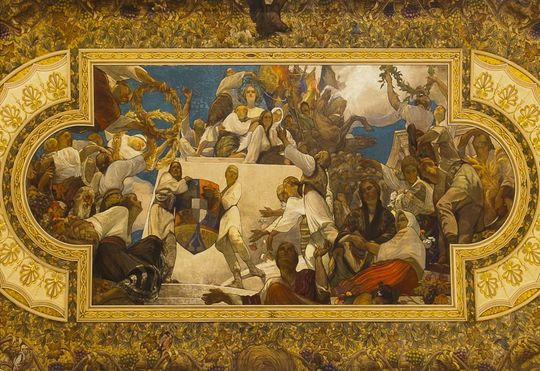
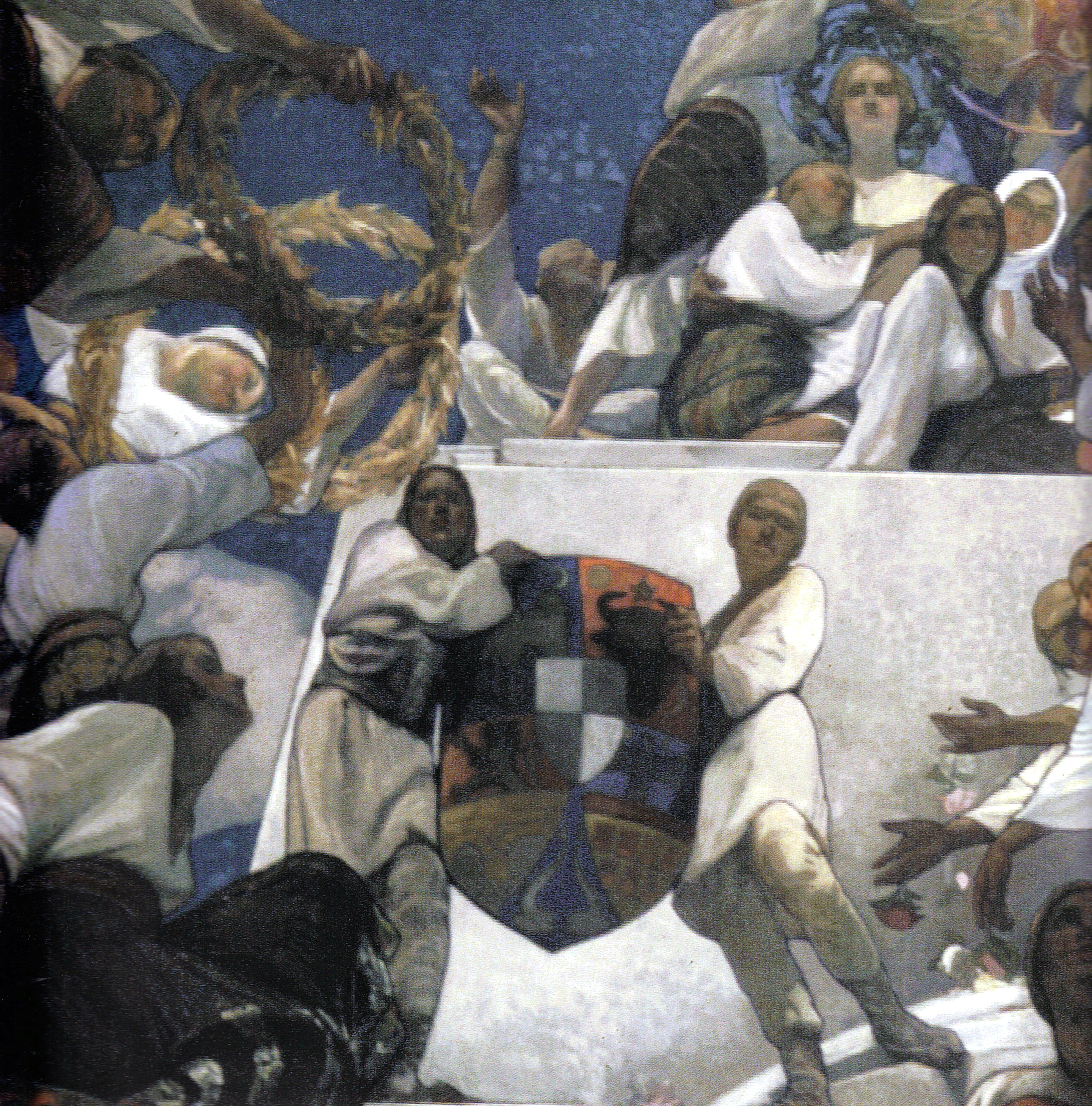
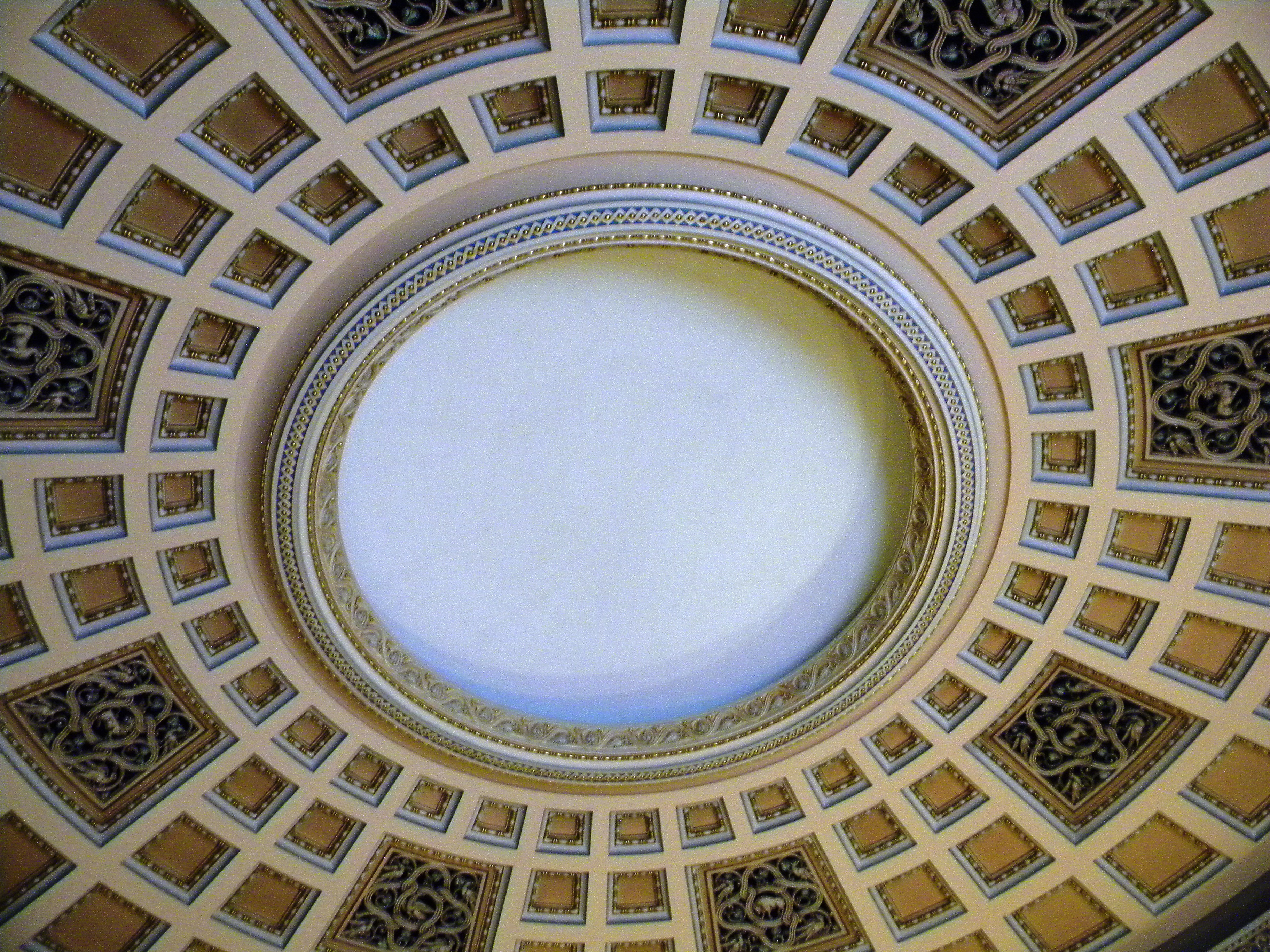
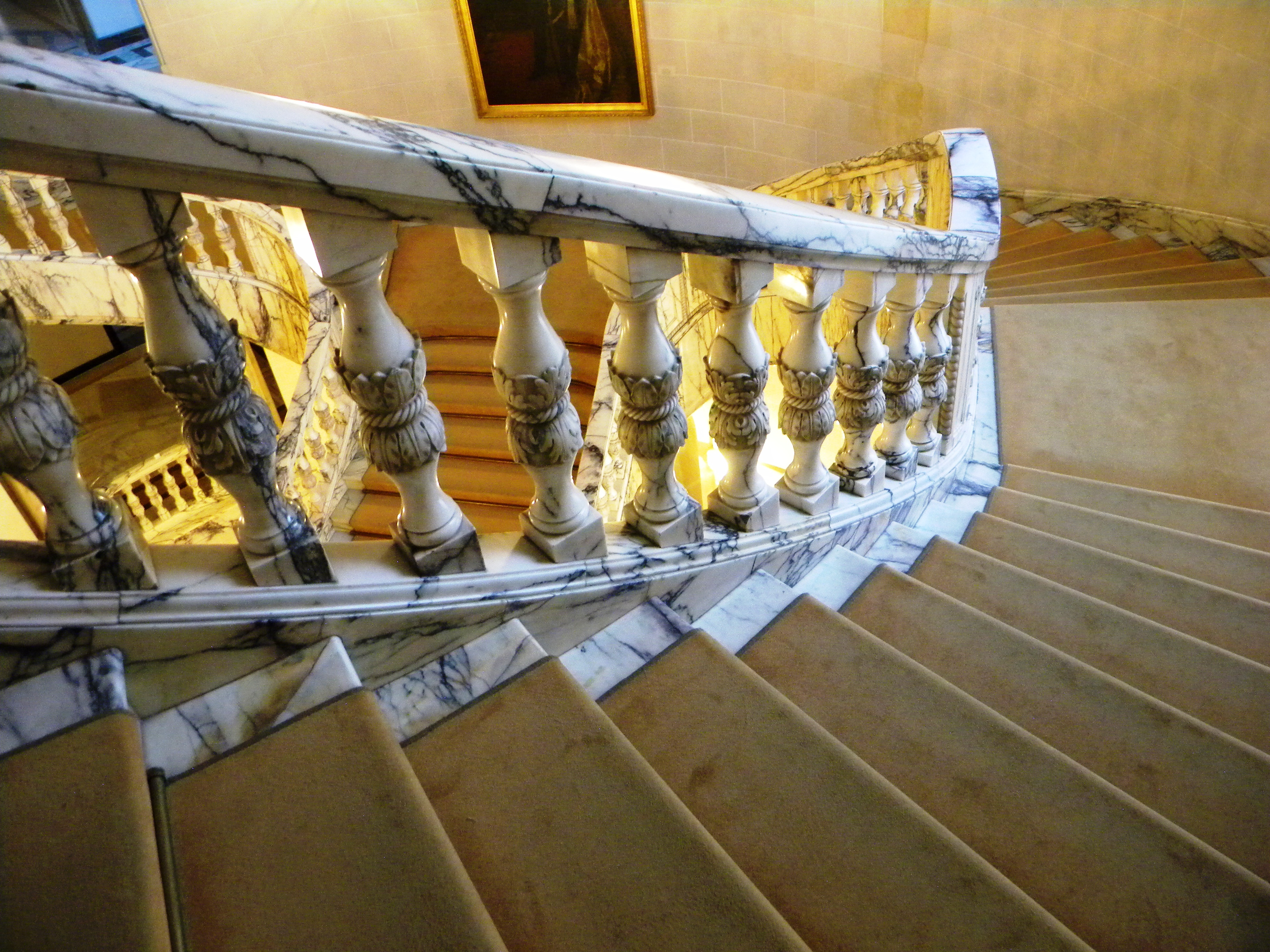
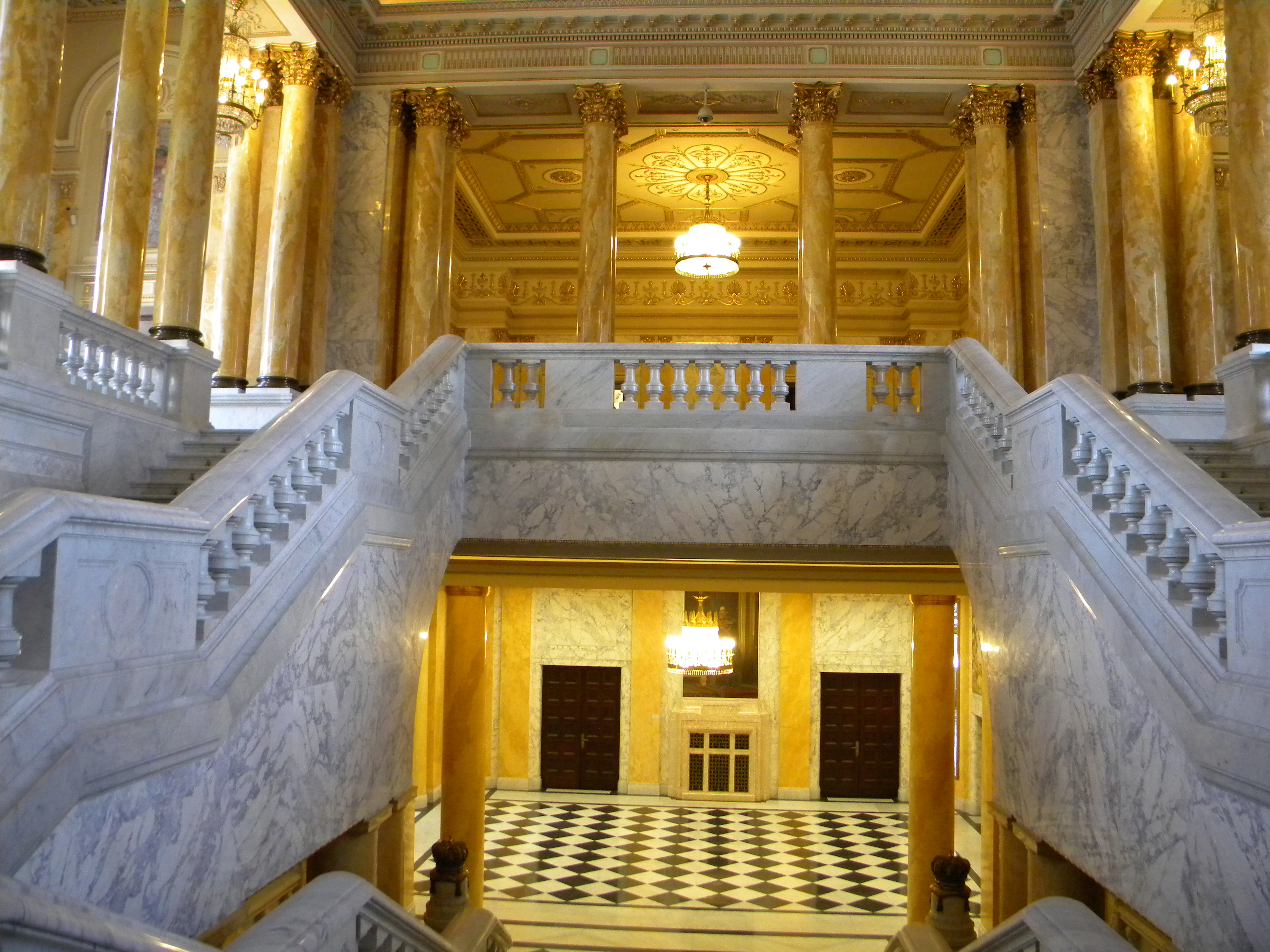
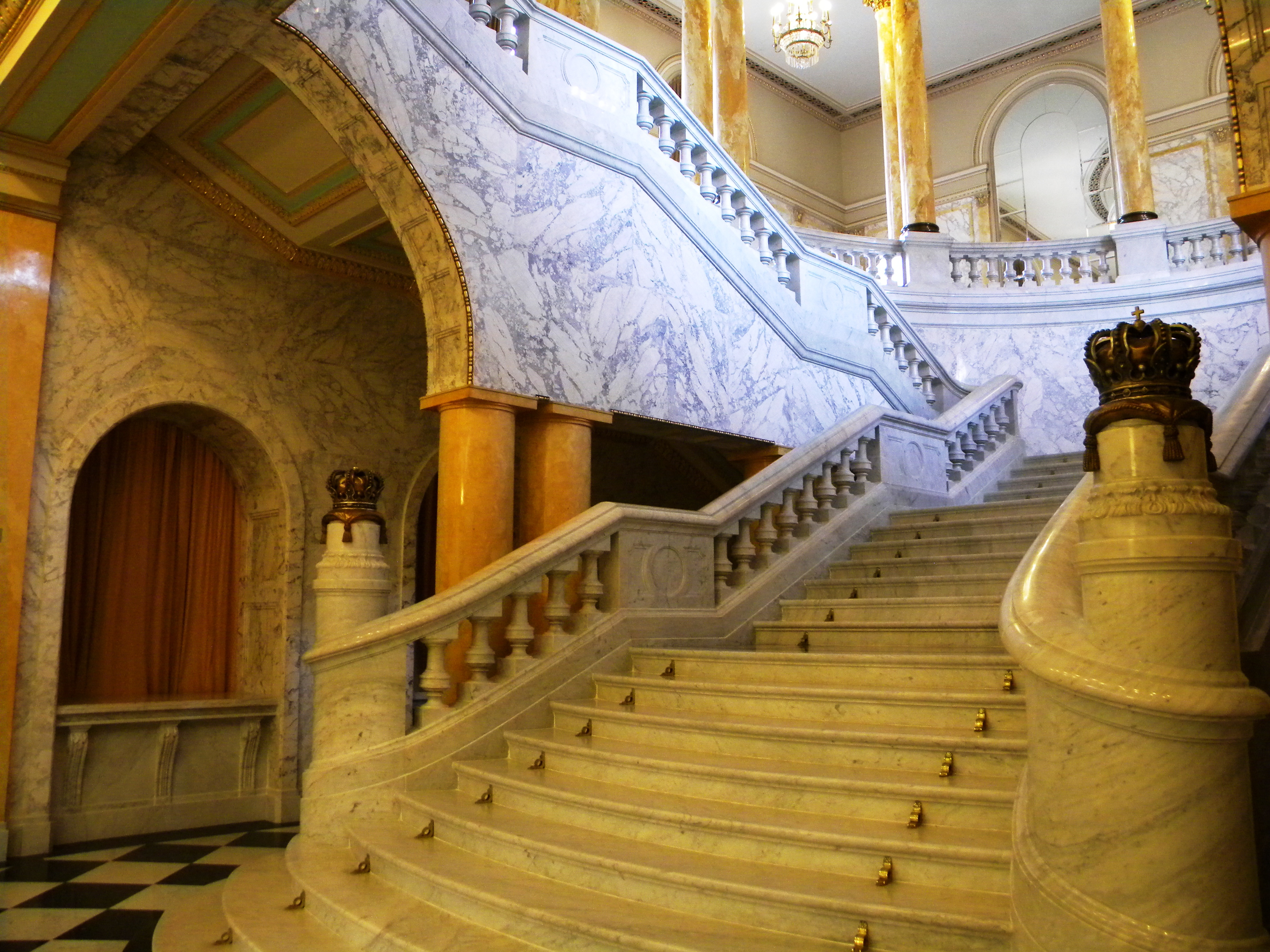

## Museo
El Palacio Real es conocido actualmente sobre todo por alojar el prestigioso Museo Nacional de Arte de Rumanía. Tanto es así, que muchas veces recibe el nombre del museo, que exhibe una extensa colección de arte rumano y europeo, con obras de artistas de renombre como Rembrandt, Monet y el Greco. Con su amplia colección de más de 70 000 piezas, es considerado uno de los principales museos de arte europeos.
El museo comprende varios espacios museísticos y galerías, incluidas la Galería de Arte Medieval Rumano, la Galería de Arte Rumano Moderno, la Galería de Arte Europeo, el Departamento de Arte Oriental y el Museo del Patrimonio. La más espaciosa es la Galería de Are Europeo inaugurada en 1951, compuesta por 15 salones. El Museo del Patrimonio incluye 4000 dibujos y grabados de famosos artistas rumanos y extranjeros.